# جیمز اسکنلون
جیمز اسکنلون (انگلیسی: James Scanlon؛ زادهٔ ۲۸ سپتامبر ۲۰۰۶) بازیکن فوتبال اهل بریتانیا است که برای باشگاه فوتبال منچستر یونایتد بازی می‌کند. 
از باشگاه‌هایی که در آن بازی کرده است می‌توان به باشگاه فوتبال منچستر یونایتد اشاره کرد.
وی همچنین در تیم‌های ملی فوتبال زیر ۲۱ سال جبل‌الطارق و بزرگسالان جبل‌الطارق بازی کرده است.